# Jiajing
Jiajing (16 september 1507 - 23 januari 1567) was de 11e keizer van de Chinese Mingdynastie tussen 1521 en 1567. Geboren als Zhu Houcong was hij de zoon van prins Xing, de jongste zoon van keizer Chenghua en ook een neef van keizer Zhengde die geen opvolgende zoon had.